# Rodrigo Soriano y Barroeta-Aldamar
Rodrigo Soriano y Barroeta-Aldamar (Sant Sebastià, Guipúscoa, 1868 - Santiago de Xile, 2 de desembre de 1944) fou un polític, diplomàtic i escriptor espanyol, diputat a les Corts Espanyoles durant la restauració borbònica i durant la Segona República i ambaixador a Xile.

## Orígens
Va néixer en la residència familiar de "Vila Aldamar", contigua al Palau de Miramar, enfront de la platja de la Concha, en el si d'una aristocràtica família guipuscoana de tradició liberal i foralista arrelada en l'antiga noblesa feudal basca (Senyors de la Torre de Barroeta, Torre Aldamar, Amos del Majorat de Zarauz, i Senyors de la Torre Ybarra). Va ser un dels cinc fills nascuts del matrimoni format per Benet Soriano i Murillo i Manuela Barroeta-Aldamar González de Echávarri. Era net del senador, diputat a Corts, Alcalde de Getaria, i primer diputat general de Guipúscoa, el polític foralista liberal basc Joaquín de Barroeta - Aldamar y Hurtado de Mendoza (Getaria, 1796 - Madrid, 1866); distingit gentilhome de cambra del rei Ferran VII, cavaller de l'Orde de Sant Jaume, gran oficial de la Legió d'Honor de França, posseïdor de la gran creu de l'Orde d'Isabel la Catòlica, pare d'Àlaba i Biscaia, i rebesavi de la Reina de Bèlgica (Fabiola de Mora i Aragó). L'avi de Soriano descendia per línia materna de la "Casa de Mendoza", compartint llinatge amb Diego Hurtado de Mendoza, almirall major de Castella, i Ana de Mendoza y de la Cerda, la princesa d'Éboli.
De nen va viure a França on els seus majors, d'idees liberals, s'havien exiliat fugint dels carlistes. La joventut de Rodrigo Soriano va discórrer entre la seva ciutat natal i Madrid, lloc aquest últim on el seu pare va ocupar els càrrecs de Director General de Belles arts i Sotsdirector del Museu de la Trinidad (primer Museu Nacional de Pintura i Escultura abans de fusionar-se amb el Museu del Prado). Al desembre de 1913, va contreure matrimoni a Tarragona amb Lola Martí, filla d'un empresari hoteler català, i fruit d'aquesta relació va néixer una filla: Dolores Soriano Martí.

## Vida política i activitat periodística
Llicenciat en dret, publicista, periodista, literat, editor de premsa, i diplomàtic, va començar la carrera periodística com a crític d'art del diari conservador L'Època. Va ser redactor de La Galerna, periòdic d'humor donostiarra, i va col·laborar en diverses publicacions: La Voz de Guipuzcoa, El País, La Lidia, i Euskal-Herria. Va escriure, així mateix, per La Baskonia i La Ilustración Española y Americana. Signava articles de premsa sota el pseudònim de "Koak".
Rodrigo Soriano va ser un dels pioners del reporterisme de guerra a Espanya cobrint la informació de la campanya del Rif des del camp de batalla.
El 1898 ingressà al Partit Republicà Radical i marxà a València, on el 1893 s'havia fet amic de Vicente Blasco Ibáñez. Participà en la redacció del diari El Pueblo, on es va fer famós per la seva demagògia. El 1903, però, quan Blasco Ibáñez va fundar el PURA va trencar amb ell i fundà un altre diari, El Radical. Va oposar les seves tesis polítiques (sorianisme) a les del blasquisme i fou diputat a les Corts Espanyoles per València del 1901 a 1909 i per Madrid el 1911, on s'instal·là definitivament i creà el diari España Nueva, d'orientació republicano-sindicalista. El 17 de febrer 1917 va resultar ferit de gravetat de dos trets al coll en un atemptat a l'Església de Sant Bertomeu de València.
El 1923 va pronunciar unes conferències sobre les responsabilitats del desastre d'Annual i de la guerra del Marroc per les quals les autoritats espanyoles el deportaren a les illes Chafarinas i a Fuerteventura. El 1924 aconseguí fugir a París amb Miguel de Unamuno, i allí va participar en totes les activitats dels exiliats contra la dictadura de Miguel Primo de Rivera. Quan es proclamà la Segona República Espanyola tornà a Espanya i a les eleccions de 1931 fou elegit diputat republicà federal independent per Màlaga. Fou nomenat ambaixador a Xile fins que acabà la Guerra Civil Espanyola el 1939, però ja no tornà.

## Obres
- Una conferencia con Emilio Zola (1891)
- La vida donostiarra (1893)
- Moros y cristianos (1894)
- La Walkyria en Bayreuth (Madrid, 1898)
- Grandes y chicos (Valencia, 1899)
- Por esos mundos (1900)
- Las flores rojas (Valencia, 1901)
- El triunfo de don Carlos (1901)
- La entrada de Nozaleda (1904)
- En un lugar de la Mancha (1905)
- Darío Regoyos (1921)
- Ayer, hoy y mañana (1923)
- España bajo el sable (1925),
- San Lenín (viaje a Rusia) (1927)
- ¡Guerra, guerra al infiel marroquí! (1929)
- La revolución en España (1931)
- Cervantes, Colón, tres discursos (1935)
- España bajo el sable (1936)